# 武洽
武洽（?—?），南北朝北魏官员。
武洽的高祖父是太山郡太守、嗣薛侯武越（西晋左僕射武陔之子），曾祖父威遠將軍、嗣薛侯武鋪，祖父太子洗馬武嘏，父亲洛州長史、歸義侯武念。武洽官至平北將軍、五兵尚書、封晉陽公，別封在大陵縣（今山西交城县西南），賜田五十頃，于是迁居定籍于大陵縣。

## 儿子
- 武神龜，官至祭酒，武则天高祖父武克已的父亲